# Кудінов Сергій Сергійович
Сергій Сергійович Кудінов — генерал-майор СБУ, був ректором Національної академії Служби безпеки України (2016—2021), доктор юридичних наук, професор.

## Життєпис
14 квітня 2016 року Указом Президента України призначений ректором Національної академії Служби безпеки України. Звільнений Указом Президента України 16 січня 2021 року.

## Військове звання
22 березня 2019 року Указом Президента України йому присвоєно звання генерал-майора.

## Наукові звання та діяльність
- доктор юридичних наук
- професор

Був членом Ради ректорів Київського вузівського центру.
1 березня 2019 року став організатором першої міжвузівської конференції з питань філології.

## Наукові праці
- Інформаційне забезпечення розслідування злочинів: сучасний стан та шляхи вдосконалення [6]
- Використання спеціальних знань під час проведення негласних слідчих (розшукових) дій[7]
- Негласні слідчі (розшукові) дії та використання результатів оперативно-розшукової діяльності у кримінальному провадженні (у співавторстві)[8]